# 大阿伯山

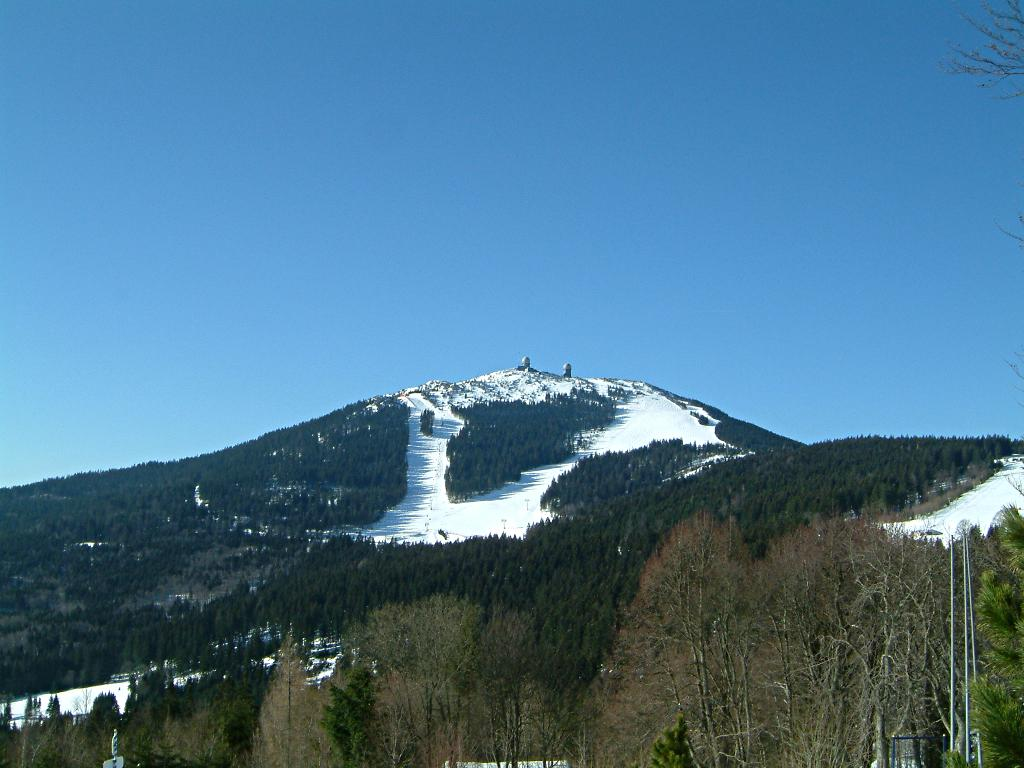

49°6′45.1″N 13°8′9.4″E / 49.112528°N 13.135944°E
大阿伯山（德語：Großer Arber），是德國巴伐利亞州的山峰，位於該國東南部，距離霍赫萊肯科格爾山146公里，海拔高度1,456米，山體由片麻岩組成。